# Unox

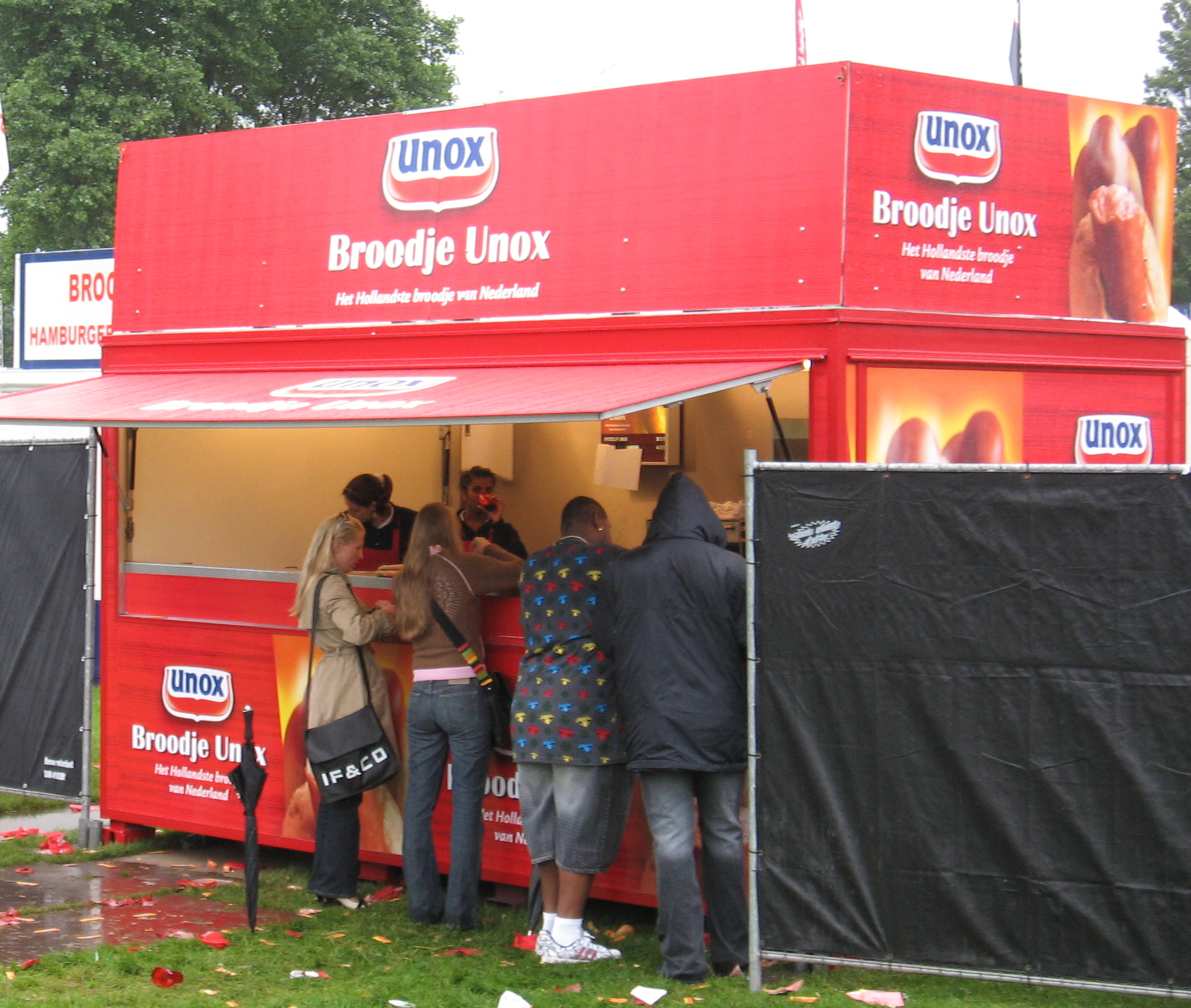
Een verkooppunt van Unox-worsten op Parkpop

Unox is een merknaam van de firma Unilever. De Unox-fabriek is gevestigd in het Noord-Brabantse Oss. Onder de naam worden onder andere rookworsten en soepen (onder meer Cup-a-Soup) verkocht. Daarnaast produceert Unox ook knakworsten en winterse stamppotgerechten. Tot december 2024 was de merknaam in handen van Unilever.

## Geschiedenis
In 1937 introduceerde Unilever voor de vleesgerelateerde activiteiten binnen het bedrijf (de activiteiten van de voormalige Hartogs Vleeschfabrieken) de merknaam Unox. 'Over het ontstaan van de merknaam Unox gaan verschillende verhalen. De een beweert dat iemand eens bedacht heeft om Unilever, Oss en ox (Engels voor os) samen te voegen tot Unox. Anderen zweren dat de naam een uitkomst is van een prijsvraag onder werknemers'. In de Unox-fabriek in Oss werden de Gelderse rookworsten geproduceerd. Twee jaar later werden nieuwe producten geïntroduceerd zoals Thuringer bloedworst, Pariser boterhamworst, Brunswijker theeworst en zes verschillende soorten snijworst.
In 1957 verscheen bliksoep voor het eerst op de markt. Maar het aantal verkochte blikken viel tegen. Daarom lanceerde Unox in 1961 een nieuwe reclamecampagne om de omzet te verhogen. Unox heeft 2,9 miljoen blikjes aan consumenten verspreid.
In 1997 verscheen voor het eerst een Unox-muts in de Elfstedentocht.
In 2007 besloot Unox de kunstmatige smaak- en geurstoffen uit de producten te verwijderen. Ze werden vervangen door natuurlijke kruidenextracten.
In oktober 2007 maakte een ontevreden medewerker van Unox wereldkundig dat de HEMA-rookworst door Unox gemaakt wordt. Unox noch HEMA wilden op dit bericht een reactie geven.
In Oss staat nog steeds een grote Unox-fabriek, maar die is sinds 2018 niet meer in handen van Unilever.
In december 2024 maakte Unilever bekend dat het van plan is om Unox te verkopen aan Zwanenberg Food Group, waarbij wel de noedels en Cup-a-soup van Unox zelf behouden moeten worden. Het is anno 2025 onduidelijk wat deze splitsing betekent voor deze tak van Unox en wanneer de verkoop afgerond zal worden.

## Trivia
Unox sponsort schaatswedstrijden (waaronder de kampioenschappen) en de nieuwjaarsduiken, waar dan de traditionele erwtensoep wordt geserveerd. De deelnemers krijgen dan ook oranje-rood-blauw gekleurde Unox-mutsen en handschoenen. In 2020 werd er vegetarische erwtensoep uitgedeeld.